# Henry Harris (Mediziner)
Henry Harris (* 28. Januar 1925 in Pochep, Russland; † 31. Oktober 2014 in Oxford) war ein australischer Mediziner und Zellbiologe.

## Leben
Harris kam mit seiner jüdischen Familie 1929 nach Australien. Er studierte zunächst moderne Sprachen und danach Medizin am Royal Prince Alfred Hospital in Sydney, an der University of Melbourne und promovierte bei Howard Florey an der Sir William Dunn School of Pathology in Oxford. 1953 wurde er promoviert (Nature of chemical stimuli affecting cells during tissue injury). Als Post-Doktorand war er an den National Institutes of Health und er war drei Jahre Leiter der Abteilung Zellbiologie am John Innes Institute in Bayfordbury. 1964 wurde er Nachfolger von Florey als Leiter der Dunn School der Universität Oxford. 1979 wurde er Regius Professor of Medicine als Nachfolger von Richard Doll.
Harris entwickelte eine Methode der Zellfusion mit Hilfe eines Virus, der Atemwegserkrankungen bei Mäusen verursachte.
1965 entdeckte er, dass ein Großteil der RNA im Zellkern nicht-codierend ist. Mit seinem Studenten Stephen Goss entwickelte er 1975 eine neue Methode der Genkartierung und wandte diese in der Folge auf verschiedene Gen-Loci an.
1969 zeigte er die Existenz von Tumorsuppressorgenen, indem er gesunde und Krebszellen verschmolz, wobei die bösartigen Eigenschaften unterdrückt wurden. Mit der Methode untersuchte er in der Folge die Eigenschaften von Krebszellen.
Harris war Fellow der Royal Society und erhielt 1980 deren Royal Medal. 1970 wurde er Mitglied der American Academy of Arts and Sciences und 1983 Mitglied der Australian Academy of Sciences. 1993 wurde er geadelt. 1971 hielt er die Croonian Lecture.
Von 1969 bis 1992 war er einer der Herausgeber des Journal of Cell Science.

## Veröffentlichungen
- Nucleus and Cytoplasm, Oxford: Clarendon Press 1968
- Cell Fusion, Clarendon Press 1970 (Dunham Lectures)
- Scientific Models and Man, Clarendon Press 1979
- The Balance of Improbabilities: A Scientific Life, Clarendon Press 1987 (Autobiografie)
- Hippolyte's Club Foot: The Medical Roots of Realism in Modern European Literature, Oxford: Clarendon Press 1993
- The Cells of the Body: A History of Somatic Cell Genetics, Cold Spring Harbor Laboratory 1995
- The Birth of the Cell, Yale University Press 2000
- Things Come to Life: Spontaneous Generation Revisited, Oxford University Press 2002
- Remnants of a Quiet Life, Twin Serpents Limited 2006

2008 veröffentlichte er im Journal of Cell Science eine Übersetzung von Theodor Boveris Zur Frage der Entstehung maligner Tumore von 1914 (Concerning the origin of malignant tumours).